# Lúcia Carvalho
Lúcia Helena Carvalho (Londrina, 8 de abril de 1954) é uma professora, servidora pública e política brasileira. Integrou a Câmara Legislativa do Distrito Federal de 1991 a 2003, durante sua primeira, segunda e terceira legislaturas. Foi a primeira mulher a presidir uma Assembleia Legislativa no Brasil.

## Biografia
Paranaense, Carvalho se mudou para Brasília em 1971. Graduou-se em pedagogia e administração escolar, trabalhando como professora, ofício em que se aposentou. Foi uma das fundadoras da Associação dos Professores e, em 1979, a primeira mulher a presidir o Sindicato dos Professores do Distrito Federal. Igualmente, foi uma das fundadoras do Partido dos Trabalhadores e da Central Única dos Trabalhadores. Fez parte tanto da Executiva Nacional do PT quanto da Direção Nacional da CUT.
Na eleição de 1990, Carvalho foi eleita deputada distrital com 11.506 votos, a quarta maior votação para o cargo naquela eleição. Em seu primeiro mandato, liderou a bancada petista e foi eleita para a Mesa Diretora, como primeira secretária, no biênio de 1993 a 1994. No pleito de 1994, reelegeu-se com 9.539 votos.
Em seu segundo mandato como parlamentar, Carvalho foi eleita por seus pares para a presidência da Câmara Legislativa, ocupando o cargo durante o biênio de 1997 a 1999. Além de ser a primeira mulher a presidir a casa, também foi a primeira mulher a chefiar uma Assembleia Legislativa em todo o país. Outra mulher só viria a presidir o legislativo distrital quase duas décadas depois, quando, em 2015, Celina Leão foi eleita para o cargo.
Carvalho foi reeleita em 1998 com 8.014 votos, mas, com 10.128 votos, obteve a suplência no pleito seguinte. Após o término de seu mandato, foi designada em 2007 como gerente regional do Patrimônio da União do Distrito Federal. Foi exonerada deste cargo em abril de 2013 após surgirem suspeitas de fraude em demarcações de terrenos. Indiciada pela Polícia Federal por crimes como fraude processual, falsidade documental e formação de quadrilha, Carvalho negou qualquer irregularidade. Denunciada pelo Ministério Público Federal por improbidade administrativa, foi absolvida em 2019. Foi igualmente absolvida no âmbito penal.
Ademais, Carvalho também trabalhou na área da estética.